# Ormosia nanningensis
Ormosia nanningensis är en ärtväxtart som beskrevs av L.Chen. Ormosia nanningensis ingår i släktet Ormosia och familjen ärtväxter. Inga underarter finns listade i Catalogue of Life.